# Мадонна с Младенцем, святыми Домиником и Фомой Аквинским
«Мадонна с Младенцем, святыми Домиником и Фомой Аквинским» — фреска итальянского художника эпохи Раннего Возрождения фра Беато Анджелико из коллекции Государственного Эрмитажа.
Картина изображает Мадонну с Младенцем, сидящую на небесно-голубом фоне между святым Домиником и святым Фомой Аквинским. Святой Доминик держит в правой руке свой канонический символ — цветок лилии, а в левой руке — раскрытую книгу с нечитаемой надписью, в которой можно разобрать лишь отдельные буквы латинского и греческого алфавитов. Фома Аквинский книгу держит обеими руками, на ней надпись вполне разборчива и содержит текст псалма 18:2—8 и небольшой фрагмент псалма 103:13 на латинском языке, на груди у него изображение золотой звезды. 
Ведущий научный сотрудник отдела западноевропейского искусства Эрмитажа Т. К. Кустодиева, описывая картину, отмечала:

Художник заставляет поверить, что гладь стены, обозначенной внизу цветными квадратами, имитирующими мрамор, переходит в неглубокое пространство, где мадонна, сидя на троне, демонстрирует миру его спасителя — Христа. В этой сцене всё просто, сдержанно.

Первоначально фон был красного цвета с золотыми звездами, но практически сразу его закрасили светло-голубой краской, имитирующей небо; незакрашенным остался лишь небольшой фрагмент между Мадонной и Фомой Аквинским.

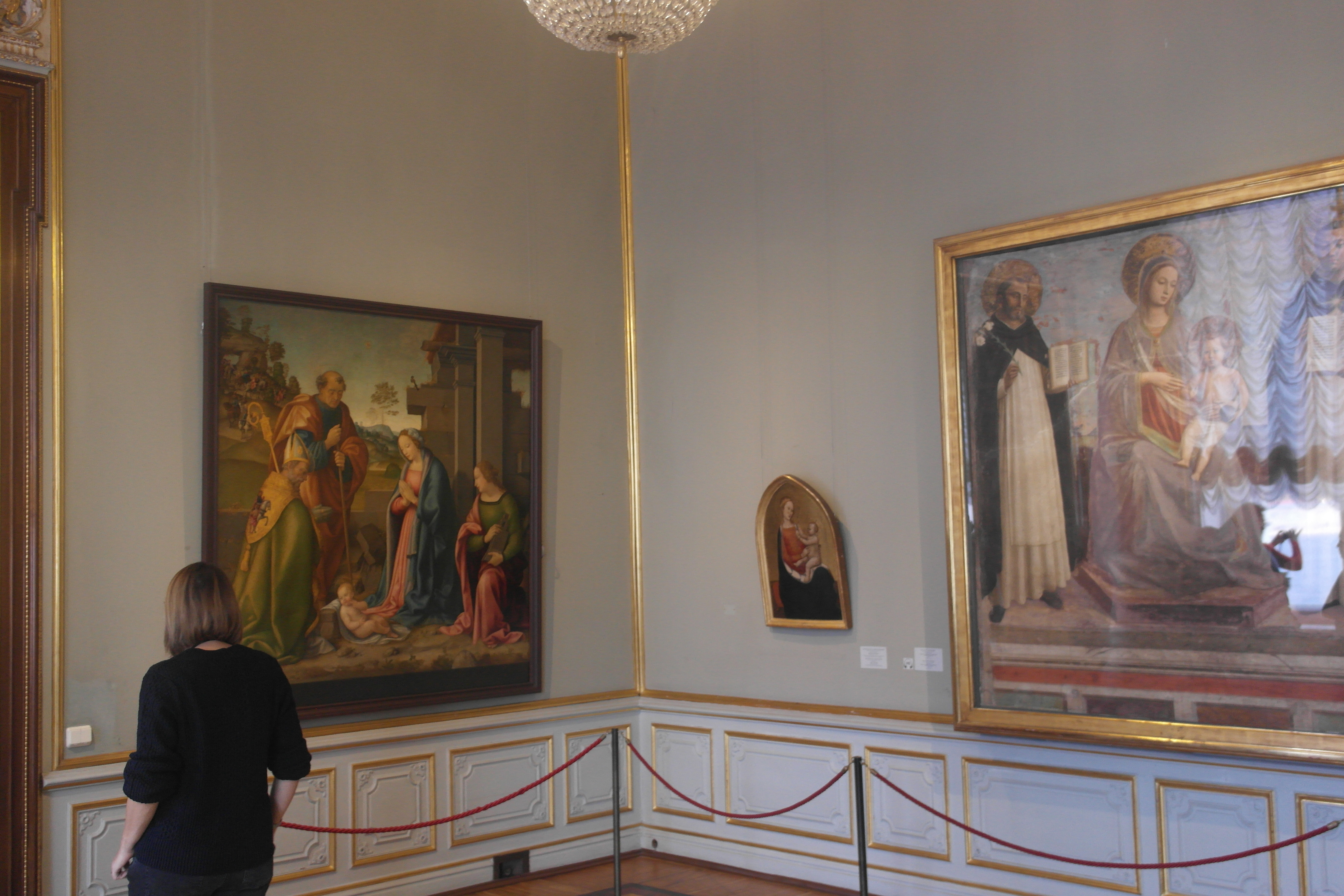
Фреска выставлена в зале 209 Большого Эрмитажа

Фреска написана в 1430 году в монастыре Сан-Доменико  во Фьезоле, где фра Анджелико был приором. Точное первоначальное расположение фрески неизвестно, считалось, что она находилась в зале капитула, однако некоторые исследователи считают, что она была на стене в коридоре возле площадки лестницы, ведущей к монашеским кельям на втором этаже. После упразднения монастыря в 1870-х годах фреска была снята со стены и находилась в собственности итальянских художников А. Маццанти и К. Конти, у которых в 1883 году во Флоренции была выкуплена по приказу императора Александра III для Эрмитажа. По прибытии в Санкт-Петербург для фрески в декабре 1883 года вице-президент Императорской Академии художеств князь  Г. Г. Гагарин сделал рисунок золочёной рамы, которая вместе с защитным стеклом была изготовлена к марту следующего года, после чего фреска заняла свое место в экспозиции Эрмитажа. В настоящее время выставляется в Большом (Старом) Эрмитаже в зале 209.